# توماس یوهانسون (کشتی‌گیر)
توماس یوهانسون (سوئدی: Tomas Johansson؛ زادهٔ ۲۰ ژوئیهٔ ۱۹۶۲) کشتی‌گیر اهل سوئد بود.